# Масароза
Масароза (на италиански: Massarosa) е община в Италия, в региона Тоскана, в северозападния крайбрежен район на провинцията Лука, наречен Версилия. Населението е около 22 500 души (2007).